# Cylindrepomus mantiformis
Cylindrepomus mantiformis là một loài bọ cánh cứng trong họ Cerambycidae.